# Magyarország az 1974-es atlétikai Európa-bajnokságon
Magyarország az olaszországi Rómában megrendezett 1974-es atlétikai Európa-bajnokság egyik részt vevő nemzete volt. Az ország a versenyen 18 sportolóval képviseltette magát.

## Érmesek
| Érem  | Versenyző        | Versenyszám    | Dátum         |
| ----- | ---------------- | -------------- | ------------- |
| Arany | Bruzsenyák Ilona | Női távolugrás | szeptember 3. |

## Eredmények

### Férfi
| Lépold Endre                                        | 100 m     | 10,97 | 6. | 28. | kiesett | kiesett | kiesett | kiesett   | kiesett |         |         |         |
| Korona László                                       | 100 m     | 10,95 | 7. | 27. | kiesett | kiesett | kiesett | kiesett   | kiesett |         |         |         |
| Gresa Lajos                                         | 100 m     | 10,74 | 5. | 18. | kiesett | kiesett | kiesett | kiesett   | kiesett |         |         |         |
| Farkas Tibor                                        | 200 m     | 22,06 | 5. | 27. | kiesett | kiesett | kiesett | kiesett   | kiesett |         |         |         |
| Szekeres Ferenc                                     | maraton   |       |    |     |         |         |         | 2:20:12,8 | 6.      |         |         |         |
| Gresa Lajos Lépold Endre Korona László Farkas Tibor | 4 × 100 m | 40,36 | 7. | 12. |         |         |         | kiesett   | kiesett | kiesett | kiesett | kiesett |

| Versenyző      | Versenyszám   | Selejtező | Selejtező | Döntő    | Döntő    |
| Versenyző      | Versenyszám   | Eredmény  | Helyezés  | Eredmény | Helyezés |
| -------------- | ------------- | --------- | --------- | -------- | -------- |
| Major István   | Magasugrás    | 214 cm    |           | 219 cm   | 4.       |
| Kelemen Endre  | Magasugrás    | 211 cm    |           | kiesett  | kiesett  |
| Szórád Péter   | Magasugrás    | 211 cm    |           | kiesett  | kiesett  |
| Tégla Ferenc   | Diszkoszvetés | 58,16 m   | 14.       | 58,92 m  | 10.      |
| Fejér Géza     | Diszkoszvetés | 60,08 m   | 3.        | 59,46 m  | 9.       |
| Murányi János  | Diszkoszvetés | 57,36 m   | 19.       | kiesett  | kiesett  |
| Németh Miklós  | Gerelyhajítás | 80,86 m   | 6.        | 81,06 m  | 7.       |
| Erdélyi György | Gerelyhajítás | 79,10 m   | 11.       | 78,06 m  | 10.      |
| Encsi István   | Kalapácsvetés | 69,06 m   | 10.       | 68,50 m  | 8.       |

### Női
| Versenyző                                            | Versenyszám | Előfutam | Előfutam | Előfutam | Elődöntő | Elődöntő | Elődöntő | Döntő   | Döntő    |
| Versenyző                                            | Versenyszám | Idő      | Hely.    | Össz.    | Idő      | Hely.    | Össz.    | Idő     | Helyezés |
| ---------------------------------------------------- | ----------- | -------- | -------- | -------- | -------- | -------- | -------- | ------- | -------- |
| Szabó Judit                                          | 100 m       | 12,40    | 6.       | 22.      | kiesett  | kiesett  | kiesett  | kiesett | kiesett  |
| Károly Zsuzsanna                                     | 100 m       | 12,22    | 4.       | 21.      | kiesett  | kiesett  | kiesett  | kiesett | kiesett  |
| Szabó Ildikó                                         | 200 m       | 23,78    | 5.       | 10.      | 23,97    | 5.       | 11.      | kiesett | kiesett  |
| Orosz Irén                                           | 400 m       | 54,90    | 6.       | 2.       | kiesett  | kiesett  | kiesett  | kiesett | kiesett  |
| Károly Zsuzsanna Szabó Judit Szabó Ildikó Orosz Irén | 4 × 100 m   |          |          |          |          |          |          | 44,51   | 6.       |

| Versenyző        | Versenyszám   | Selejtező | Selejtező | Döntő    | Döntő    |
| Versenyző        | Versenyszám   | Eredmény  | Helyezés  | Eredmény | Helyezés |
| ---------------- | ------------- | --------- | --------- | -------- | -------- |
| Bruzsenyák Ilona | Távolugrás    | 651 cm    | 2.        | 665 cm   |          |
| Szabó Ildikó     | Távolugrás    | 635 cm    | 9.        | 632 cm   | 9.       |
| Kucserka Mária   | Gerelyhajítás | 47,12 m   | 17.       | kiesett  | kiesett  |

| Versenyző        | Versenyszám | 100 m gát | 100 m gát | Súlylökés | Súlylökés | Magasugrás | Magasugrás | Távolugrás | Távolugrás | 200 m | 200 m | Végeredmény | Végeredmény |
| Versenyző        | Versenyszám | Idő       | Pont      | Eredmény  | Pont      | Eredmény   | Pont       | Eredmény   | Pont       | Idő   | Pont  | Pont        | Helyezés    |
| ---------------- | ----------- | --------- | --------- | --------- | --------- | ---------- | ---------- | ---------- | ---------- | ----- | ----- | ----------- | ----------- |
| Bruzsenyák Ilona | Ötpróba     | 13,63     |           | 11,52 m   |           | 1,71 m     |            | 6,45 m     |            | 24,98 |       | 4407        | 6.          |
| Papp Margit      | Ötpróba     | 14,54     |           | 13,64 m   |           | 1,74 m     |            | 5,91 m     |            | 26,42 |       | 4159        | 12.         |